# Daniel Vivian
Daniel Vivian Moreno (Vitoria-Gasteiz, 5 juli 1999) is een Spaans voetballer die bij voorkeur als centrale verdediger speelt. Hij speelt sinds 2017 in het eerste van Athletic de Bilbao. Vivian debuteerde in 2024 in het Spaans voetbalelftal.

## Clubcarrière

### Jeugd
Vivian speelde in de jeugd bij CD San Viator, Deportivo Alavés, Lakue KE, CD Ariznabarra, Santuxtu FC en CD Baskonia en kwam in 2017 bij Athletic de Bilbao, waar hij in eerste instantie in het tweede elftal ging spelen. Dat kwam uit in de Segunda División B, het derde niveau van Spanje. Hij debuteerde op 15 oktober 2017 tegen Peña Sport FC. Op 22 september 2018 scoorde hij tegen Gernika Club zijn eerste doelpunt voor het tweede. Hij speelde daar in totaal 48 wedstrijden, waarin hij tot vier goals kwam.

### CD Mirandés
In het seizoen 2020/21 werd hij een jaar verhuurd aan CD Mirandés dat een niveau hoger uitkwam in de Segunda División A. Daar maakte hij op 13 september tegen AD Alcorcón zijn debuut. Nog geen maand later was hij tegen CE Sabadell voor het eerst aanvoerder, hij was op dat moment 21 jaar. Op 13 februari 2021 scoorde hij tegen Girona zijn eerste goal voor Mirandés. In totaal speelde Vivian 32 wedstrijden voor Mirandés, waarin hij tweemaal scoorde. 

### Athletic Bilbao
In de zomer van 2021 keerde hij terug bij Athletic Bilbao, waar hij deel ging uitmaken van de eerste selectie. Hij maakte op 16 augustus tegen Elche als basisspeler naast Iñigo Martínez zijn debuut voor de club. Op 11 september scoorde hij tegen RCD Mallorca zijn eerste doelpunt op het hoogste niveau. Hij speelde 27 wedstrijden in zijn eerste seizoen voor Athletic.
Net als in zijn eerste seizoen haalde Vivian met Athletic de halve finale van de Copa del Rey, maar daarin werd het uitgeschakeld door CA Osasuna. Het derde jaar was scheepsrecht, want toen speelde Athletic op 6 april 2024 de finale tegen RCD Mallorca. Vivian speelde de volledige 120 minuten en zag hoe zijn team op strafschoppen won. In de competitie eindigde Athletic Bilbao als vijfde, waardoor Vivian voor het eerst Europees voetbal kon gaan spelen. In de zomer van 2024 tekende Vivian een contract voor liefst acht seizoenen, tot de zomer van 2032.

## Clubstatistieken
| Seizoen | Club            | Competitie         | Competitie | Competitie | Beker | Beker | Overig | Overig | Totaal | Totaal |
| Seizoen | Club            | Competitie         | Wed.       | Dlp.       | Wed.  | Dlp.  | Wed.   | Dlp.   | Wed.   | Dlp.   |
| ------- | --------------- | ------------------ | ---------- | ---------- | ----- | ----- | ------ | ------ | ------ | ------ |
| 2017/18 | Bilbao Athletic | Segunda División B | 4          | 0          | –     | –     | –      | –      | 4      | 0      |
| 2018/19 | Bilbao Athletic | Segunda División B | 32         | 2          | –     | –     | –      | –      | 32     | 2      |
| 2019/20 | Bilbao Athletic | Segunda División B | 12         | 2          | –     | –     | –      | –      | 12     | 2      |
| 2020/21 | → CD Mirandés   | Segunda División A | 32         | 2          | 0     | 0     | –      | –      | 32     | 2      |
| 2021/22 | Athletic Bilbao | Primera División   | 24         | 2          | 3     | 0     | –      | –      | 27     | 2      |
| 2022/23 | Athletic Bilbao | Primera División   | 29         | 1          | 7     | 0     | –      | –      | 36     | 1      |
| 2023/24 | Athletic Bilbao | Primera División   | 33         | 0          | 7     | 0     | –      | –      | 40     | 0      |
| 2024/25 | Athletic Bilbao | Primera División   | 0          | 0          | 0     | 0     | 0      | 0      | 0      | 0      |
| TOTAAL  | TOTAAL          | TOTAAL             | 166        | 9          | 17    | 0     | 0      | 0      | 183    | 9      |

Bijgewerkt op 12 juli 2024.

## Interlandcarrière
Vivian speelde nooit voor de jeugdelftallen van Spanje, maar werd in maart 2024 door bondscoach Luis de la Fuente voor het eerst bij de selectie van het Spaans voetbalelftal gehaald. Hij maakte op 22 maart in een oefeninterland tegen Colombia zijn debuut voor Spanje. Hij werd in juni opgenomen in de definitieve Spaanse selectie voor het EK 2024. Hij speelde negentig minuten in de derde groepswedstrijd tegen Albanië, toen Spanje al verzekerd was van de eerste plaats in de groep. Ook viel hij een halfuur in tijdens de halve finale tegen Frankrijk. Hij bleef op de reservebank tijdens de finale, die met 2–1 werd gewonnen van Engeland.
| Interlands van Dani Vivian voor Spanje | Interlands van Dani Vivian voor Spanje | Interlands van Dani Vivian voor Spanje | Interlands van Dani Vivian voor Spanje | Interlands van Dani Vivian voor Spanje | Interlands van Dani Vivian voor Spanje |
| №                                      | Datum                                  | Wedstrijd                              | Uitslag                                | Competitie                             | Goals                                  |
| Als speler bij Athletic de Bilbao      | Als speler bij Athletic de Bilbao      | Als speler bij Athletic de Bilbao      | Als speler bij Athletic de Bilbao      | Als speler bij Athletic de Bilbao      | Als speler bij Athletic de Bilbao      |
| -------------------------------------- | -------------------------------------- | -------------------------------------- | -------------------------------------- | -------------------------------------- | -------------------------------------- |
| 1.                                     | 22 maart 2024                          | Colombia – Spanje                      | 1 – 0                                  | Vriendschappelijk                      |                                        |
| 2.                                     | 5 juni 2024                            | Spanje – Andorra                       | 5 – 0                                  | Vriendschappelijk                      |                                        |
| 3.                                     | 24 juni 2024                           | Albanië – Spanje                       | 0 – 1                                  | EK 2024                                |                                        |
| 4.                                     | 9 juli 2024                            | Spanje – Frankrijk                     | 2 – 1                                  | EK 2024                                |                                        |

Bijgewerkt op 9 juli 2024.
1 Simón ·
3 Vivian ·
4 Paredes ·
5 Álvarez ·
6 Vesga ·
7 Berenguer ·
8 Sancet ·
9 I. Williams ·
10 Muniain  ·
11 N. Williams ·
12 Guruzeta ·
13 Agirrezabala ·
14 D. García ·
15 Lekue ·
16 Ruiz de Galarreta ·
17 Berchiche ·
18 De Marcos ·
19 García de Albéniz ·
20 Villalibre ·
21 Herrera ·
22 R. García ·
23 Nolaskoain ·
24 Prados ·
29 Ares ·
30 Gómez ·
Coach: Valverde
1 Raya ·
2 Carvajal ·
3 Le Normand ·
4 Nacho ·
5 Vivian ·
6 Merino ·
7 Morata  ·
8 Ruiz ·
9 Joselu ·
10 Olmo ·
11 Torres ·
12 Grimaldo ·
13 Remiro ·
14 Laporte ·
15 Baena ·
16 Rodri ·
17 Williams ·
18 Zubimendi ·
19 Yamal ·
20 Pedri ·
21 Oyarzabal ·
22 Navas ·
23 Simón ·
24 Cucurella ·
25 López ·
26 Pérez ·
Coach: De la Fuente